# El poder de la comunidad: cómo Cuba sobrevivió al pico del petróleo
El poder de la comunidad: cómo Cuba sobrevivió al pico del petróleo (en inglés The Power of Community: How Cuba Survived Peak Oil) es un documental estadounidense que explora el período especial en tiempo de paz y sus secuelas, el colapso económico y la eventual recuperación de Cuba tras la caída de la Unión Soviética en 1991. Siguiendo los pasos dramáticos adoptados tanto por el gobierno cubano como por sus ciudadanos, los temas principales tratados son la agricultura urbana, la dependencia energética y la sostenibilidad. La película fue dirigida por la Faith Morgan y fue lanzado en 2006 por The Community Solution.

## Reseña
Expertos de la industria del petróleo y los activistas políticos, entre ellos Matthew Simmons y James Howard Kunstler sostienen que la película es un reflejo de la situación del pico del petróleo. La economía cubana, muy dependiente de la ayuda económica de la Unión Soviética, sufrió enormemente después del final de la Guerra Fría. El país perdió la mitad de sus importaciones de petróleo, y el 85 por ciento de su economía en el comercio internacional.  Cuba comenzó una lenta recuperación no centrada en la búsqueda de nuevas fuentes de energía, sino en el rechazo al consumo en favor de la sostenibilidad.   El Director de la Faith Morgan, junto con el grupo sin fines de lucro The Community Solution, busca educar al público sobre el cenit del petróleo y el impacto que tendrá en el transporte, la agricultura, la medicina, y otras industrias.